# Provincia de Nairobi
La Provincia de Nairobi (oficialmente en inglés: Nairobi Province) es la provincia más pequeña de Kenia, con una población de 3,915 millones de habitantes (2015). Su capital administrativa está en Nyayo House en la misma ciudad de Nairobi. El comisionado provincial es James M. Waweru. 
El territorio de la provincia, completamente urbano, coincide con la ciudad de Nairobi,y está dividida en tres distritos:
| Distrito      | Sede administrativa |
| ------------- | ------------------- |
| Nairobi Este  | Makadara            |
| Nairobi Norte | Mathare             |
| Nairobi Oeste |                     |